# 1814 aux échecs
| Années des échecs : 1811 - 1812 - 1813 - 1814 - 1815 - 1816 - 1817    |
| Décennies des échecs : 1780 - 1790 - 1800 - 1810 - 1820 - 1830 - 1840 |

Cet article présente les faits marquants de l'année 1814 aux échecs.

## Matchs amicaux
- Alexandre Petrov devient meilleur joueur de Saint-Pétersbourg.

## Divers
- 20 août : Fin de la publication d’une colonne réservée au jeu d’échecs dans l’hebdomadaire Liverpool Mercury, tenue par Egerton Smith, également fondateur du journal. Elle a duréun peu plus d’un an[1].
- George Cruikshank fait une gravure appelée ‘’A Game of Chess’’, conservée au musée de Brooklyn[1].

## Naissances
- Carl Hamppe, fort joueur suisse[1].
- 17 juillet : Alexander Beaufort Meek, premier président de l’American Chess Congress[1].